# HAW-1
HAW-1 (Hawaii No. 1) первая подводная телефонная линия проложенная между Гавайями (Hanauma Bay, Oahu, Hawaii) и США (Point Arena, California). HAW-1 была заложена в 1957 году, и включала в себя два кабеля (по одному в каждом направлении), обслуживающая 36 телефонных каналов. Кабели изготовлены по поручению AT&T и Гавайскими телефонными сетями, ООО Submarine Cables и Simplex Wire & Cable Co..
Кабеля HAW-1 были того же типа, что и в TAT-1 (заложенный за год до HAW-1), первого телефонного кабеля проложенного через Атлантический океан. Линия прослужила 32 года, после чего была заменена на более совершенные оптоволоконные технологии.